# Иоасаф (игумен Красногорского монастыря)
Иоасаф (ум. после 1694) — игумен Красногорского Богородицкого монастыря Архангельской епархии Русской православной церкви. 
Иоасаф был назначен архимандритом Красногорского Богородицкого монастыря в деревне Красная Горка 23 мая 1690 года. Он много сделал для улучшения хозяйственного положения монастыря.
Однако, несмотря на его заслуги, 17 февраля 1694 года преосвященный Афанасий сменил его, запретил ему священнослужение и отослал под строгий надзор в Сийский монастырь. Причиной этому стало то, что отец Иоасаф жил слишком роскошно для священнослужителя, выстроил себе новые обширнейшие кельи, продавал на сторону, для покрытия своих расходов, из монастыря богослужебные книги. Помимо того он допустил и монастырскую братию до слишком свободной жизни, причем монахи стали для увеличения своих доходов, крестить и исполнять другие требы, принадлежащие собственно только священникам.